# Brian Wilson (Nordirland)
Brian Wilson, född 1943, är parlamentariker för the Green Party in Northern Ireland. Han är den första medlemmen av detta parti som blivit invald i Northern Ireland Assembly. Wilson var medlem av Alliance Party från 1975 till 1997 och blev medlem av Green Party 2004. År 2007 invaldes han i det regionala parlamentet för valkretsen North Down.